# Till Kretzschmar
Till Kretzschmar (* 10. Dezember 1955 in Karl-Marx-Stadt; † 8. Januar 2018) war ein deutscher Schauspieler und Theaterregisseur.

## Leben
Till Kretzschmar stammte aus einer Schauspielerfamilie und erlernte zunächst den Beruf des Maschinen- und Anlagenbauers. Er wurde Stahlbauschlosser und arbeitete als Bühnentechniker.
Von 1977 bis 1980 absolvierte er seine Schauspielausbildung an der Staatlichen Schauspielschule Berlin. Erste Theaterengagements hatte er in Schwedt, Zwickau und am Theater Annaberg-Buchholz. Später folgten Theaterengagements in Berlin, St. Gallen, München, Hannover und Dresden. Von 1987 bis 1990 war er fest am Schauspielhaus Zürich engagiert. 2010 gastierte er am Zimmertheater Rottweil in der Titelrolle des Molière-Stücks Der eingebildete Kranke.
Während seiner frühen Jahre am Theater wurde er Anfang der 1980er Jahre für den Film und das Fernsehen entdeckt. Der Regisseur Celino Bleiweiß engagierte den damals 25-jährigen Kretzschmar für den TV-Zweiteiler Wilhelm Meisters theatralische Sendung (1982), in dem er, gemeinsam mit Daniel Minetti in der Titelrolle, als Laertes eine „ebenso temperamentvolle wie vielsagende“ Nacktbadeszene spielte. Seine erste Hauptrolle hatte er als junger Erzieher in Evelyn Schmidts DEFA-Kinofilm Auf dem Sprung (1984).
Noch vor der „Wende“ siedelte Kretzschmar in die Bundesrepublik Deutschland über, wo er am Theater und später hauptsächlich für das Fernsehen arbeitete. In den 1990er und 2000er Jahren spielte er in Episodenrollen in zahlreichen Fernsehserien mit. In der 3. Staffel der ZDF-Krimiserie SOKO Wismar (2005) übernahm er eine Episodenhauptrolle als tatverdächtiger Archäologe und Wissenschaftler Dr. Stuth. In dem dokumentarischen TV-Drama Mogadischu (2008) über die im Oktober 1977 von Terroristen entführte Lufthansa-Maschine „Landshut“ war er der Chefpilot Gäbel. In dem Fernsehfilm Wer liebt, ist angekommen (2009) aus der TV-Reihe Geschichten aus den Bergen verkörperte er an der Seite von Katerina Jacob den Unternehmer Max Hallstein, der sich nach dem Tod seiner Frau in die USA zurückgezogen hatte und nunmehr in sein Heimatdorf zurückkehrt. Seine letzte TV-Rolle hatte er 2017 in der Krimiserie Alles Klara als Schamane Adahy.
Neben seiner Arbeit als Darsteller arbeitete er regelmäßig auch als Theaterregisseur. Ab 1998 war er als Schauspieldozent an der Schauspielschule „Theaterwerkstatt“ in Mainz tätig. Außerdem wirkte er in insgesamt etwa 100 Hörspielen, u. a. bei Radio DRS, beim Saarländischen Rundfunk und beim Deutschlandradio mit.
Till Kretzschmar lebte ab 1994 in Dennweiler-Frohnbach in Rheinland-Pfalz. Im Landkreis Kusel initiierte er mehrere Theaterprojekte, bei denen er Regie führte. Noch kurz vor seinem Tode studierte er mit Jugendlichen im Kuseler Jugendhaus das Theaterstück Voll auf der Rolle ein. Till Kretzschmar starb im Januar 2018 wenige Wochen nach seinem 62. Geburtstag. Er wurde in Kaiserslautern beigesetzt.

## Filmografie
- 1980: Meines Vaters Straßenbahn (Fernsehfilm)
- 1981: Der Sturz (Fernsehfilm)
- 1982: Wilhelm Meisters theatralische Sendung (Fernsehzweiteiler)
- 1983: Es geht einer vor die Hunde (Fernsehfilm)
- 1983, 1984: Der Staatsanwalt hat das Wort (Fernsehserie, zwei Folgen)
- 1984: Auf dem Sprung (Kinofilm)
- 1985: Mein lieber Onkel Hans (Fernsehfilm)
- 1992: Oppen und Ehrlich (Fernsehserie, Serienrolle)
- 1995: Die Kommissarin: Ein alter Bekannter (Fernsehserie, eine Folge)
- 1996: Der Bergdoktor: Schicksalswege (Fernsehserie, eine Folge)
- 1998: Im Namen des Gesetzes: Tödliches Wissen (Fernsehserie, eine Folge)
- 1999: Ein Fall für zwei: Schwarzgeld (Fernsehserie, eine Folge)
- 2000: Mädchenhandel – Das schmutzige Geschäft mit der Lust (Fernsehfilm)
- 2001: Tatort: Totenmesse (Fernsehreihe)
- 2002: Edel & Starck: Eiertanz (Fernsehserie, eine Folge)
- 2005: SOKO 5113: Ein ordentliches Haus (Fernsehserie, eine Folge)
- 2005: Forsthaus Falkenau: Pantherjagd (Fernsehserie, eine Folge)
- 2005: SOKO Wismar: Wikingergold (Fernsehserie, eine Folge)
- 2008: Mogadischu (Fernsehfilm)
- 2009: Geschichten aus den Bergen: Wer liebt, ist angekommen (Fernsehfilm)
- 2013: SOKO Kitzbühel: Zu hoch hinaus (Fernsehserie, eine Folge)
- 2017: Heiter bis tödlich: Alles Klara: Die Harz-Komantschen (Fernsehserie, eine Folge)